# Hôtel de Montauron
L’hôtel de Montauron est un hôtel particulier situé au no 65 du Cours Mirabeau, à Aix-en-Provence, Provence-Alpes-Côte d'Azur, France.

## Historique
Cet hôtel particulier fut élevé pour la famille de Montauron au moment du percement du cours Mirabeau (à l’époque « Cours à carrosses »). Il fait donc partie des tout premiers bâtiment du Cours.
En l’espace d’un siècle il fut revendu aux familles : Isoard de Chenerilles ; Blanc d’Huveaune ; et aux Bérage (1762).
La porte d'entrée est inscrite au titre des monuments historiques par arrêté du 16 novembre 1949.

## Architecture
La porte d’entrée, à un seul battant, est sculptée avec des motifs de coquilles, surmontée de deux panneaux ornés de feuilles d’acanthe (XVIIe ou XVIIIe siècle). Surmontant également la porte, on voit une imposte ovale « en œil-de-bœuf » entourée de feuillages gravés.
À l’intérieur, l’escalier et la rampe en fer forgé sont d’origine.